# فیلم‌شناسی اصغر فرهادی
اصغر فرهادی (زادهٔ ۱۷ اردیبهشت ۱۳۵۱، خمینی‌شهر اصفهان) کارگردان، فیلم‌نامه‌نویس و تهیه‌کننده فیلم ایرانی است.

## سینمایی
| نام فیلم            | سال  | نویسنده | کارگردان | تهیه‌کننده | مدت       | توضیحات و جوایز |
| ------------------- | ---- | ------- | -------- | --------- | --------- | --- |
| ارتفاع پست          | ۱۳۸۰ | آری     | نه       | نه        | ۱۲۰ دقیقه | فیلمنامه: اصغر فرهادی، ابراهیم حاتمی‌کیا |
| رقص در غبار         | ۱۳۸۱ | آری     | آری      | نه        | ۹۵ دقیقه  | فیلمنامه: اصغر فرهادی، محمدرضا فاضلی، علی‌رضا بذرافشان جایزه بهترین فیلم و جایزه ویژه هیئت داوران جشنواره فیلم فجر ۱۳۸۱ برنده جایزه بهترین کارگردانی و فیلم‌نامه جشنواره فیلم آسیا پاسیفیک ۲۰۰۳ برنده جایزه ویژه بهترین فیلم جشنواره فیلم پوسان ۲۰۰۳ نامزد جایزه گئورگ طلایی جشنواره بین‌المللی فیلم مسکو ۲۰۰۳ |
| شهر زیبا            | ۱۳۸۲ | آری     | آری      | نه        | ۱۰۱ دقیقه | برنده طاووس طلایی جشنواره بین‌المللی فیلم هند ۲۰۰۴ برنده جایزه بزرگ جشنواره بین‌المللی فیلم ورشو ۲۰۰۴ برنده جایزهٔ فیپرشی جشنواره فیلم اسپلیت ۲۰۰۵ |
| چهارشنبه‌سوری        | ۱۳۸۴ | آری     | آری      | نه        | ۱۰۴ دقیقه | برنده سیمرغ بلورین بهترین کارگردانی جشنواره فیلم فجر ۱۳۸۴ برنده بانوی طلایی جشنواره فیلم لاس پالماس ۲۰۰۷ نامزد قرقاول طلایی و برنده قرقاول نقره‌ای جشنواره فیلم کرالا ۲۰۰۶ برنده جایزه ویژه هیئت داوران جشنواره سه قاره نانت ۲۰۰۶ نامزد صدف طلایی جشنواره سه قاره نانت ۲۰۰۶ فیلم دوم جایزه هیئت داوران جوان جشنواره فیلم لوکارنو ۲۰۰۶ برنده هوگو طلایی جشنواره بین‌المللی فیلم شیکاگو ۲۰۰۶ نامزد جایز منتقدین جشنواره فیلم هامبورگ ۲۰۰۶ نامزد یوزپلنگ طلایی جشنواره فیلم لوکارنو ۲۰۰۶ |
| کنعان               | ۱۳۸۶ | آری     | نه       | نه        | ۱۰۰ دقیقه | فیلمنامه: اصغر فرهادی، مانی حقیقی |
| دایره زنگی          | ۱۳۸۶ | آری     | نه       | نه        | ۱۱۰ دقیقه | فیلمنامه: اصغر فرهادی |
| محاکمه در خیابان    | ۱۳۸۷ | آری     | نه       | نه        | ۹۸ دقیقه  | نویسنده: مسعود کیمیایی با همکاری اصغر فرهادی |
| درباره الی          | ۱۳۸۷ | آری     | آری      | آری       | ۱۱۹ دقیقه | جایزه بهترین کارگردانی و جایزه ویژه تماشاگران جشنواره فیلم فجر ۱۳۸۷ نامزد خرس طلایی و برنده خرس نقره‌ای بهترین کارگردانی جشنواره بین‌المللی فیلم برلین ۲۰۰۹ بهترین فیلم داستانی جشنواره فیلم ترایبکا ۲۰۰۹ جایزه قرقاول طلایی جشنواره فیلم کرالا ۲۰۰۹ جایزه نتپک جشنواره بین‌المللی فیلم بریزبن ۲۰۰۹ جایزه بهترین فیلم روزنامه استاندارد جشنواره بین‌المللی فیلم وین ۲۰۰۹ نامزد هوگو طلایی بهترین فیلم جشنواره بین‌المللی فیلم شیکاگو ۲۰۰۹ برنده جایزه ویژه هیئت داوران و جایزه بهترین فیلم‌نامه جشنواره فیلم آسیا پاسیفیک ۲۰۰۹ برنده جایزه استاندار داوران ویناله ۲۰۰۹ نامزد جایزه بهترین بهترین کارگردانی و بهترین فیلم‌نامه جوایز فیلم آسیا ۲۰۱۰ جایزه ویژه هیئت داوران جشنواره بین‌المللی فیلم سیاتل ۲۰۱۰ جایزه اتحاد رسانه‌های اروپا ۲۰۱۱ |
| جدایی نادر از سیمین | ۱۳۸۹ | آری     | آری      | آری       | ۱۱۹ دقیقه | برنده جایزه بهترین کارگردانی و بهترین فیلم‌نامه جشنواره فیلم فجر ۱۳۸۹ جایزه بهترین فیلم و کارگردانی جشن خانه سینما ۱۳۹۰ برنده خرس طلایی بهترین فیلم جشنواره بین‌المللی فیلم برلین ۲۰۱۱ برنده جایزه کلیسای جهانی جشنواره بین‌المللی فیلم برلین ۲۰۱۱ برنده جایزه بهترین فیلم جشنواره فیلم سیدنی ۲۰۱۱ بهترین فیلم مستقل خارجی جوایز مستقل فیلم بریتانیا ۲۰۱۱ برنده جایزه آرنا طلایی جشنواره فیلم پولا ۲۰۱۱ نامزد جایزه ستلایت بهترین فیلم ۲۰۱۱ جایزه محبوب‌ترین فیلم جشنواره بین‌المللی فیلم ملبورن ۲۰۱۱ برنده جایزه بهترین فیلم جشنواره فیلم سیدنی ۲۰۱۱ برنده جایزه بهترین فیلم غیر انگلیسی زبان حلقه منتقدان فیلم نیویورک و هیئت ملی بازبینی فیلم ۲۰۱۱ برنده جایزه اوترا جشنواره فیلم سن‌سباستین ۲۰۱۱ برنده جایزه بترین فیلم خارجی زبان جشنواره فیلم ونکوور ۲۰۱۱ برنده جایزه بهترین فیلم جشنواره بین‌المللی فیلم زردآلوی طلایی ایروان ۲۰۱۱ برنده جایزه بهترین فیلم خارجی زبان جشنواره‌های ریگا و اسلو ۲۰۱۱ برنده طاووس نقره‌ای جشنواره فیلم بین‌المللی هند ۲۰۱۱ برنده جایزه بهترین فیلم خارجی زبان انجمن منتقدان فیلم کانزاس ۲۰۱۱ بهترین فیلم خارجی زبان انجمن منتقدان فیلم شیکاگو ۲۰۱۱ برنده خرس طلایی مجموع بازیگران جشنواره بین‌المللی فیلم برلین ۲۰۱۱ برنده جایزه بهترین فیلم خارجی‌زبان جایزه گلدن گلوب ۲۰۱۲ برنده جایزه بهترین فیلم خارجی جایزه سزار ۲۰۱۲ برنده جایزه اسکار بهترین فیلم غیر انگلیسی‌زبان ۲۰۱۲ نامزد جایزه اسکار بهترین فیلم‌نامه اصلی ۲۰۱۲ نامزد جایزه بهترین فیلم غیر انگلیسی زبان جوایز بفتا ۲۰۱۲ برنده جایزه بهترین فیلم غیر آمریکایی جوایز بودیل ۲۰۱۲ برنده جایزه بهترین فیلم مستقل انجمن منتقدان فیلم آنلاین ۲۰۱۲ برنده جایزه سزار بهترین فیلم خارجی زبان ۲۰۱۲ برنده جایزه دیوید دی دوناتلو ۲۰۱۲ جایزه اتحاد رسانه‌های اروپا ۲۰۱۲ برنده جایزه مستقل اسپریت بهترین فیلم خارجی زبان ۲۰۱۲ برنده جایزه بهترین فیلم نامه جشنواره فیلم آسیا پاسیفیک ۲۰۱۲ برنده جایزه بهترین فیلم‌نامه سال انجمن منتقدان فیلم لندن ۲۰۱۲ برنده جایزه بهترین فیلم انجمن منتقدان فیلم لس آنجلس ۲۰۱۲ |
| گذشته               | ۱۳۹۱ | آری     | آری      | نه        | ۱۳۰ دقیقه | برنده جایزه کلیسای جهانی جشنواره فیلم کن ۲۰۱۳ جایزه بهترین فیلم غیر انگلیسی‌زبان هیئت ملی بازبینی فیلم ۲۰۱۳ برنده جایزه بهترین فیلم‌نامه جشنواره بین‌المللی فیلم دوربان ۲۰۱۳ فیلم دوم حلقه منتقدان فیلم نیویورک ۲۰۱۳ نامزد جایزه بهترین فیلم بین‌المللی جایزه ستلایت ۲۰۱۳ برنده جایزه ویژه تماشاگران جشنواره فیلم اسلو جنوبی ۲۰۱۳ نامزد گلدن گلوب بهترین فیلم غیر انگلیسی‌زبان ۲۰۱۴ نامزد جایزه بهترین فیلم غیر انگلیسی‌زبان انجمن منتقدان فیلم آنلاین ۲۰۱۴ نامزد جایزه سزار بهترین فیلم ۲۰۱۴ نامزد جایزه سزار بهترین کارگردانی ۲۰۱۴ نامزد جایزه سزار بهترین فیلم‌نامه غیراقتباسی ۲۰۱۴ نامزد بهترین فیلم خارجی زبان انجمن منتقدان فیلم گرجستان، نیویورک، یوتا و سان فرانسیسکو ۲۰۱۴ نامزد جوایز لومیر، دلوس ۲۰۱۴ |
| فروشنده             | ۱۳۹۴ | آری     | آری      | آری       | ۱۲۵ دقیقه | برنده تندیس زرین بهترین فیلم، بهترین فیلم‌نامه و بهترین کارگردانی جشن خانه سینما ۱۳۹۶ نامزد نخل طلا جشنواره فیلم کن ۲۰۱۶ برنده جایزه بهترین فیلم‌نامه جشنواره فیلم کن ۲۰۱۶ جایزه بهترین فیلم بین‌المللی جشنواره بین‌المللی فیلم مونیخ ۲۰۱۶ برنده جایزه بهترین فیلم خارجی زبان انجمن ملی نقد فیلم آمریکا ۲۰۱۶ برنده جایزه بهترین فیلم از نگاه تماشاگران جشنواره جهان سینمای آمستردام ۲۰۱۶ برنده جایزه بهترین فیلم خارجی زبان هیئت ملی بازبینی فیلم ۲۰۱۶ نامزده جایزه بهترین فیلم خارجی زبان انجمن منتقدان فیلم واشینگتن دی‌سی ۲۰۱۶ دومین فیلم محبوب بین‌المللی جشنواره فیلم ونکوور ۲۰۱۶ هوگو نقره‌ای، جایزه ویژه هیئت داوران جشنواره بین‌المللی فیلم شیکاگو ۲۰۱۶ جایزه بهترین فیلم جشنواره بین‌المللی فیلم سمینسی ۲۰۱۶ نامزد جایزه گلدن گلوب بهترین فیلم خارجی‌زبان ۲۰۱۷ برنده جایزه اسکار بهترین فیلم غیر انگلیسی‌زبان ۲۰۱۷ برنده جایزه ستلایت بهترین فیلم غیر انگلیسی‌زبان ۲۰۱۷ جایزه بهترین فیلم‌نامه جوایز آسیایی ۲۰۱۷ |
| همه می‌دانند         | ۱۳۹۷ | آری     | آری      | نه        | ۱۳۰ دقیقه | نامزد نخل طلا جشنواره کن ۲۰۱۸ نامزد جایزه فیلم منتخب مردم جشنواره بین‌المللی فیلم تورنتو ۲۰۱۸ جایزه فروز بهترین فیلم ۲۰۱۹ نامزد جایزه گویا بهترین فیلم ۲۰۱۹ نامزد جایزه گویا بهترین کارگردانی ۲۰۱۹ نامزد جایزه گویا بهترین فیلم‌نامه غیراقتباسی ۲۰۱۹ |
| قهرمان              | ۱۴۰۰ | آری     | آری      | آری       | ۱۲۷ دقیقه | جایزه بزرگ هیئت داوران از جشنواره فیلم کن، جایزه بهترین کارگردانی از آسیاپاسیفیک |

## تلویزیونی
| نام مجموعه تلویزیونی   | سال  | نویسنده | کارگردان | تهیه‌کننده | تعداد قسمت‌ها | توضیحات |
| ---------------------- | ---- | ------- | -------- | --------- | ------------ | --- |
| ماه مهربان             | ۱۳۷۵ | آری     | نه       | نه        |              | این سریال، اولین سریالی بود که از شبکه تهران (۵) پخش شد.                                                            |
| چشم‌به‌راه               | ۱۳۷۷ | آری     | آری      | آری       | ۲۶ قسمت      | یکی دیگر از نویسندگان آن محمدرضا عرفانی بود. کارگردان تلویزیونی: مهتاج نجومی بود و از شبکه تهران پخش شد.            |
| پزشکان                 | ۱۳۷۷ | آری     | نه       | نه        | ۱۳ قسمت      | شبکه ۳ |
| مجتمع مسکونی فرخ و فرج | ۱۳۷۷ | نه      | آری      | نه        |              | در نوروز ۱۳۷۸ از شبکه ۲ پخش شد.                                                                                     |
| روزگار جوانی           | ۱۳۷۷ | آری     | نه       | نه        |              | فیلمنامه‌نویس فصل نخست اصغر فرهادی بود که در فصل دوم سریال، علی‌اکبر محلوجیان جایگزین وی گردید. از شبکه تهران پخش شد. |
| داستان یک شهر ۱        | ۱۳۷۸ | آری     | آری      | آری       |              | شبکه تهران |
| داستان یک شهر ۲        | ۱۳۸۰ | آری     | آری      | آری       |              | نویسندگان سریال، اصغر فرهادی و علی‌رضا بذرافشان بودند و از شبکه تهران پخش شد.                                        |
| یادداشتهای کودکی       | ۱۳۸۰ | آری     | نه       | نه        | ۲۵ قسمت      | نویسنده سریال و همچنین خواننده تیتراژ، اصغر فرهادی و از شبکه تهران پخش شد.                                          |
| پشت کنکوری‌ها           | ۱۳۸۱ | آری     | نه       | نه        | ۲۵ قسمت      | سریال بر‌ اساس فیلمنامه‌ای از اصغر فرهادی و محمدرضا فاضلی ساخته شد. در رمضان ۱۳۸۱ از شبکه تهران پخش شد.               |